# Haliplectus conicephalus
Haliplectus conicephalus is een rondwormensoort uit de familie van de Haliplectidae.